# St. Georg (Bayersried)

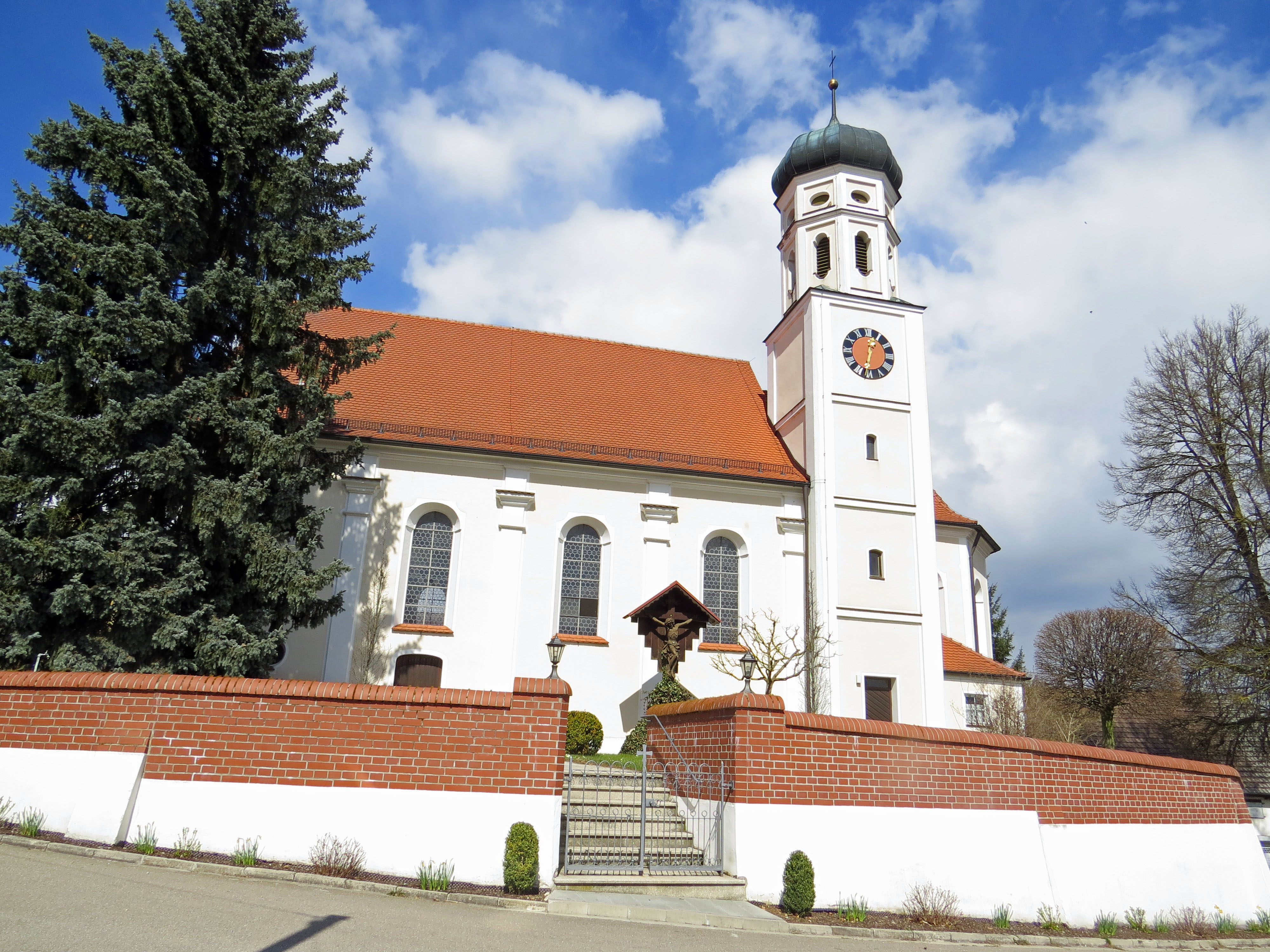
St. Georg in Bayersried

Die römisch-katholische Filialkirche St. Georg steht in Bayersried, einem Gemeindeteil von Ursberg im schwäbischen Landkreis Günzburg in Bayern. Das Bauwerk ist in der Liste der Baudenkmäler in Ursberg als Baudenkmal unter der Nr. D-7-74-116-13 eingetragen und liegt im Bistum Augsburg.

## Beschreibung

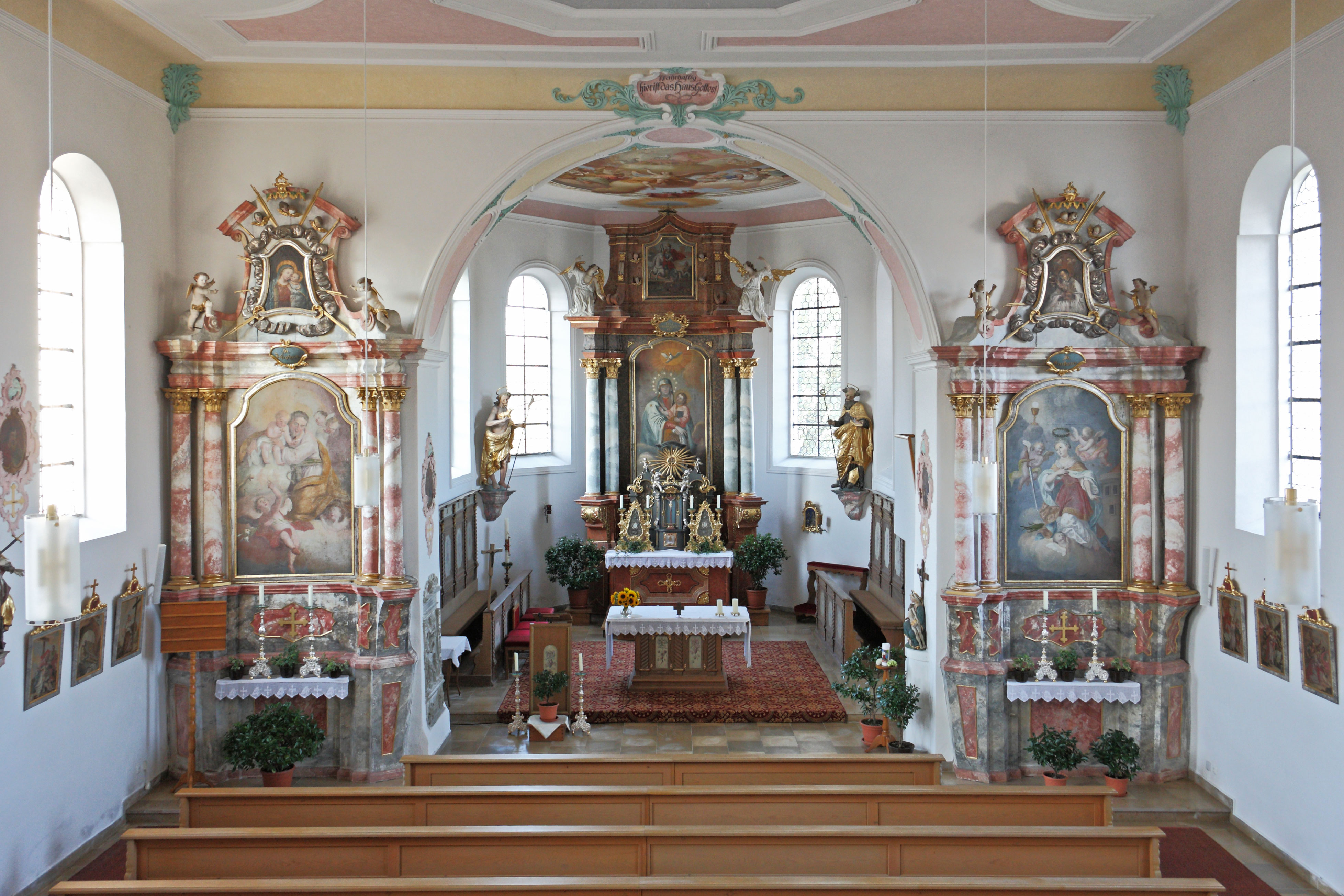
Blick zum Chor

Das Langhaus und der eingezogenen, dreiseitig geschlossene Chor in seinem Osten wurden 1724 in der Südwestecke des Chorflankenturms von 1666 angebaut, dessen viertes quadratisches Geschoss die Turmuhr beherbergt. Er wurde mit einem achteckigen Geschoss aufgestockt, um den Glockenstuhl unterzubringen, und mit einer Zwiebelhaube bedeckt. 
Die Fresken im Chor stammen von Jakob Fröschle. Die Tafelbilder an den Wänden, auf denen Jesus Christus zwischen den Aposteln dargestellt ist, hat um 1750 Johann Baptist Enderle gestaltet.